# Looking Glass (EP)
Looking Glass är en EP av det kanadensiska synthrockbandet The Birthday Massacre, utgiven den 6 maj 2008. Titelspåret är en låt från albumet Walking with Strangers, 2007.

## Låtlista
Alla låtar är skrivna och komponerade av The Birthday Massacre, om inget annat anges. 
| Nr | Titel                                                       | Längd |
| -- | ----------------------------------------------------------- | ----- |
| 1. | Looking Glass (Singelversion)                               | 4:31  |
| 2. | Falling Down (Crawling Pulse Mix by theSTART)               | 4:17  |
| 3. | Shiver                                                      | 3:03  |
| 4. | Red Stars (Lukewarm Lover Mix by Il Attire)                 | 3:37  |
| 5. | Nowhere                                                     | 2:05  |
| 6. | Red Stars (Space Lab Mix by Dean Garcia)                    | 6:55  |
| 7. | Weekend (NYC 77 Mix by Dave Ogilvie / Matthew Moldowan)     | 4:03  |
| 8. | I Think We're Alone Now (Tommy James & the Shondells-cover) | 3:57  |
| 9. | Looking Glass (QuickTime Video)                             | 4:37  |

## Medverkande
The Birthday Massacre
- Chibi – sång
- Rainbow – kompigarr, programmering
- Michael Falcore – sologitarr, programmering, bakgrundssång
- O.E. – bas, bakgrundssång
- Rhim – trummor

Information från Discogs